# Jane Bell
Florence Isabel Bell, detta Jane (Toronto, 2 giugno 1910 – Fort Myers, 1º luglio 1998), è stata una velocista, ostacolista e giavellottista canadese, campionessa olimpica della staffetta 4×100 metri ai Giochi di Amsterdam 1928.

## Biografia
Soprannominata Calamity Jane, ai Giochi olimpici del 1928 vince l'oro nella staffetta 4×100 metri con le connazionali Fanny Rosenfeld, Ethel Smith e Myrtle Cook.
Nel 1929 diventa campionessa canadese nei 60 metri ostacoli e nel lancio del giavellotto.

## Palmarès
| Anno | Manifestazione  | Sede      | Evento      | Risultato  | Prestazione | Note            |
| ---- | --------------- | --------- | ----------- | ---------- | ----------- | --------------- |
| 1928 | Giochi olimpici | Amsterdam | 100 m piani | Semifinale | n/d         |                 |
| 1928 | Giochi olimpici | Amsterdam | 4×100 m     | Oro        | 48"4        | Record mondiale |